# Arrieta (Lanzarote)
Pour les articles homonymes, voir Arrieta.
Arrieta est une station balnéaire de l'île de Lanzarote dans l'archipel des îles Canaries. Elle fait partie de la commune de Haría.